# Успіх винаря (фільм)
«Успіх винаря» (англ. The Vintner’s Luck) — фільм новозеландського режисера Нікі Каро. Поставлений за однойменним романом новозеландської письменниці Елізабет Нокс. Картина була представлена на Міжнародному кінофестивалі в Торонто у вересні 2009 року.

## Сюжет
Емоційна розповідь про честолюбивого молодого селянина Собрана, який присвятив життя виноробному мистецтву.
Юний і бідний Собран закохується в просту дівчину Селесту, чий батько під кінець життя став душевно хворим. Незважаючи на це пара грає весілля і незабаром Господь щедро обдаровує їх дітьми. Незабаром, грошовий достаток сім'ї покращується, чому сприяє роботодавець Собрана баронеса Аврора, а також ангел Ксас, що став другом винороба. Однак, сімейне горе впливає на смак вина …

## Акторський склад
| В ролях         |  | Персонаж        |
| --------------- |  | --------------- |
| Жеремі Реньє    |  | Собран          |
| Гаспар Ульєль   |  | ангел Ксас      |
| Кейша Касл-Г'юз |  | Селеста         |
| Віра Фарміґа    |  | баронеса Аврора |